# بانتوكراتور (زاكينثوس)
بانتوكراتور (Παντοκράτωρ) هي مستوطنة منخفضة في زاكينثوس. بنيت على ارتفاع 65 مترًا على المنحدرات المنخفضة لجبل ميغالو فونو. تقع على بعد 10 كم جنوب غرب مدينة زاكينثوس وحوالي 4 كم غرب منتجع لاجاناس السياحي. حتى 28 أغسطس 1912 كانت تسمى بيسينونتا Πισυνόντα - وهو الاسم الذي تم تصحيحه بعد ذلك باسم بيزينونتاس Πεισινώντας - بينما في تلقت اسمها الحالي 5 مايو 1915. يبلغ عدد سكانها 925 مقيم دائم حسب تعداد 2011.